# Consonante epiglottale
In fonetica articolatoria, una consonante epiglottale è una consonante, classificata secondo il proprio luogo di articolazione. Essa viene articolata con una chiusura parziale o totale dell'epiglottide, l'organo che permette di deglutire, in modo che l'aria, produca un rumore nella  fuoriuscita.

## Lista delle consonanti epiglottali
A seconda del loro modo di articolazione, si distinguono consonanti occlusive, fricative, monovibranti, e vibranti.
L'alfabeto fonetico internazionale elenca le seguenti consonanti uvulari:
- [ʡ] Occlusiva epiglottale sorda
- [ʡˑ] Occlusiva epiglottale sonora
- [ʜ] Fricativa epiglottale sorda
- [ʢ] Fricativa epiglottale sonora
- [я] Vibrante epiglottale
- [ʡ̯] Monovibrante epiglottale
- [ʡ͡ʢ] Affricata epiglottale sonora
- [ʡ͡ʜ] Affricata epiglottale sorda
- [q͡ʡ] Occlusiva uvulare epiglottale sorda